# 小行星9405
小行星9405（英語：9405 Johnratje）是一颗围绕太阳公转的小行星。1994年11月27日，小林隆男在大泉天文台发现了此天体。
这颗小行星的绝对星等为7.74509等。